# Герб Соликамска
Герб Соликамска — официальный символ города Соликамск Пермского края Российской Федерации.
Ныне действующий герб Соликамска утверждён решением Соликамской городской Думы от 12 февраля 2009 № 552 и внесен в Государственный геральдический регистр Российской Федерации с присвоением регистрационного № 4669.

## Геральдическое описание герба
В золотом поле на зелёной земле — чёрный круглый колодец меж таковых же двух столбов с воротом и с колесом при правом столбе, присоединенным проводом с воротом, внутри колодец серебряный, веревка на вороте и подтеки соли на краях колодца — того же металла. В вольной части — герб Пермского края.
Толкование:
- золотое поле — символ богатства и процветания города с момента развития соледобычи до сегодняшних дней и в будущем;
- серебро, используемое для изображения соли, символизирует благородные помыслы жителей города, главными из которых была забота о чести и славе родной земли, кормящей и оберегающей любящих её людей;
- чёрный цвет соляного колодца подчеркивает историческую давность соляного промысла («дерево, почерневшее от старости») и предметов, связанных с производством добычи соли.

## История

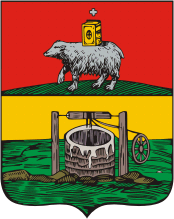
Герб Соликамска 1783 года

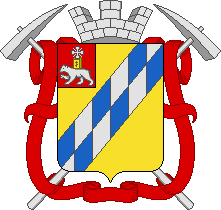
Герб Соликамска 1862 года

Первый герб Соликамска, составителем которого считается граф Ф. М. Санти, был утверждён 17 июля 1783 года. Описание герба: «„Въ верхней части щита гербъ Пермскій. Въ нижней въ золотомъ поле, соляной колодезь, съ опущеннымъ въ него ведромъ для вынутія соли, и съ означенными на ономъ соляными потоками“. Соляной колодец означал, что основной деятельностью жителей Соликамска был соляной промысел, на развитии которого строилась жизнь города и окрестностей.»
В 1862 году при гербовой реформе Б. В. Кёне герб Соликамска претерпел изменения: В золотом щите перевязь влево, состоящая из серебряных и лазурных ромбов в 2 ряда. В вольной части герб Пермской губернии. Щит увенчан серебряной стенчатой короной и положен на две положенные накрест кирки, соединённые Александровской лентой.
Исторический герб Соликамска был восстановлен решением Соликамской городской Думы от 27 октября 1999 года № 227 «О Положении о Гербе Соликамского городского округа».